# William Whewell
William Whewell   (Lancaster, 24 de maig de 1794 - Cambridge, 6 de març de 1866) va ser un teòleg, filòsof i científic anglès.

## Biografia
Whewell va néixer a Lancaster (Lancashire), fill d'un mestre fuster i primer de set germans. Va ser escolaritzat primer a Lancaster i, en veure les seves habilitats, a una escola d'Heversham (Cúmbria) per preparar el seu ingrés a la universitat. El 1812 va ingressar al Trinity College (Cambridge) en el que es va graduar el 1816, essent el segon de la seva classe en matemàtiques. Durant aquest període va ser partidari de les tesis de l'Analytical Society dels seus col·legues Herschel, Babbage i Peacock per promoure l'anàlisi matemàtica continental al Regne Unit. Però tampoc no va negligir els estudis d'humanitats i el 1814 va obtenir el Premi del Canceller per un poema titulat Boadicea, (una reina celta revoltada contra els romans).

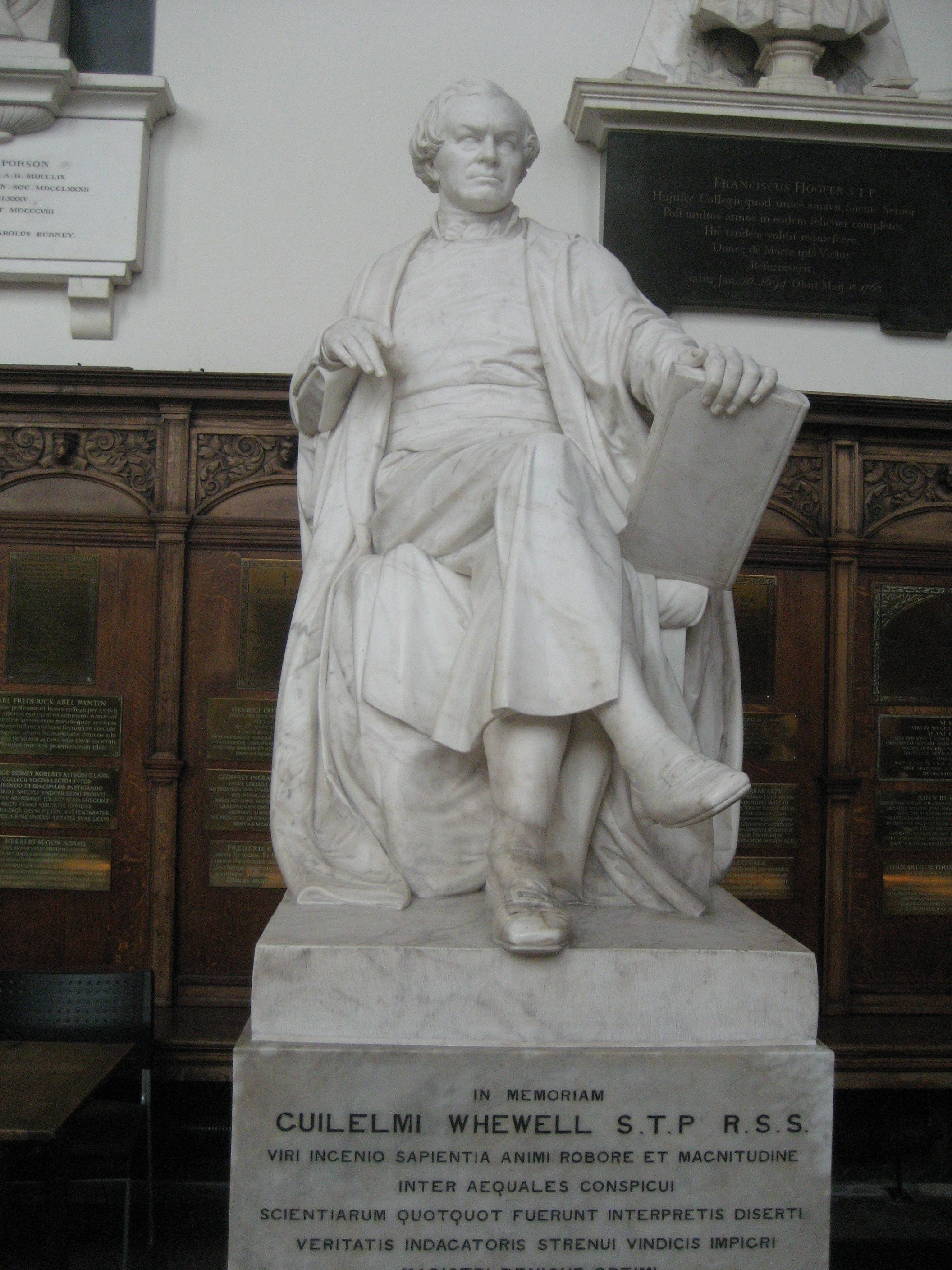
Estàtua de William Whewell al Trinity College, Cambridge.

A continuació va ser fellow del Trinity College. El 1819 va publicar el seu primer llibre, An Elementary Treatise on Mechanics i el 1825 va ser ordenat sacerdot anglicà. Whewell va començar ràpidament a retractar-se de la seva anterior aprovació de l'anàlisi continental: mentre que Herschel i Babbage esperaven trobar el món extern en l'estructura de l'anàlisi, Whewell esperava trobar primer el món etern i després veure si s'hi podia aplicar l'anàlisi.
El 1828 va ser nomenat professor de mineralogia de la universitat, càrrec que va mantenir fins al 1834. En aquest any va passar a se professor de filosofia moral i, finalment, a partir de 1841 va ser el master (degà) del Trinity College fins a la seva mort a Cambridge el 1866.

## Obra
Whewell va ser un autèntic polímata que es va interessar per molts camps de la ciència, de les arts i de la cultura en general. A part de les matemàtiques es va interessar en l'arquitectura, la mecànica, l'economia política, les marees, l'astronomia, la filosofia moral, l'ensenyament, i la història i filosofia de la ciència.

### Filosofia i història de la ciència
William Whewell és especialment conegut per la seva investigació en el camp de la història de la ciència i la filosofia de la ciència. Va encunyar el terme científic el 1833, que aviat va substituir el terme més antic de filòsof natural.
Des d'una òptica neokantiana i presa com a model a la física newtoniana, Whewell considera que el mètode científic se sustenta en la "confluència d'induccions" o consiliència. L'avanç del coneixement científic depèn de l'adequació progressiva entre els fets i les idees fonamentals que les posen en connexió. Les idees, per a Whewell, són els conceptes genèrics de l'espai, el temps, la causa i d'altres propis de cada ciència: "afinitat electiva" en química, "força vital" en biologia i "tipus salvatge" en taxonomia, etc.

### Geologia i teoria evolutiva
En geologia, Whewell es va oposar a l'actualisme de Charles Lyell i defensava l'actuació de causes sobrenaturals en la història de la Terra per explicar el buit del registre fòssil.
La seva concepció de la relació entre forma i funció orgànica es correspon amb la teoria del disseny intel·ligent, què va col·laborar activament en divulgar, motiu pel qual va ser escollit per a la redacció d'un dels vuit Bridgewater Treatises.

### Publicacions
La producció escrita de Whewell es molt abundant i inclou també llibres de poemes i traduccions d'obres literàries (sobre tot de l'alemany). Pot considerar-se que els seus llibres més influents van ser:
- (1814) Baodicea
- (1819) An Elementary Treatise on Mechanics)
- (1828) An Essay on Mineralogical Classification and Nomenclature
- (1830) Architectural Notes on German Churches
- (1833) Astronomy and General Physics Considered with Reference to Natural Theology, el tercer dels coneguts com Bridgewater Treatises de diferents autors, fortament contestats per Charles Babbage.[23]
- (1835) Thoughts on the Study of Mathematics as Part of a Liberal Education
- (1836) Researches on the Tides
- (1837) On the Principles of English University Education
- (1837) History of the Inductive Sciences
- (1840) Aphorisms Concerning Ideas, Science, and the Language of Science
- (1840) The Philosophy of the Inductive Sciences
- (1845) The Elements of Morality, Including Polity
- (1845) Of a Liberal Education in General
- (1853) Of the Plurality of Worlds: An Essay